# وای‌تی‌ان
وای‌تی‌ان (انگلیسی: YTN) شرکت رسانه‌ای کره‌ای است، که در سال ۱۹۹۵ تأسیس شد.